# Brutti e cattivi
Brutti e cattivi (Grim & Evil) è una serie animata statunitense ideata da Maxwell Atoms.
La serie animata si delineava in due segmenti: Le tenebrose avventure di Billy e Mandy (The Grim Adventures of Billy and Mandy) e Hector Polpetta (Evil Con Carne). Ogni episodio era composto da due episodi di una miniserie, inframmezzati da un episodio dell'altra.
Nel 2003 (un anno dopo sul canale italiano) la trasmissione delle due serie venne separata, tuttavia mentre di Hector Polpetta non sono stati proposti ulteriori episodi oltre a quelli già appartenenti alla serie Brutti e cattivi, Le tenebrose avventure di Billy e Mandy è diventata una serie animata a sé stante.
La serie è stata trasmessa per la prima volta negli Stati Uniti su Cartoon Network dal 24 agosto 2001 al 31 ottobre 2003, per un totale di 26 episodi (e 75 segmenti) ripartiti su tre stagioni. In Italia la serie è stata trasmessa su Cartoon Network dal 31 ottobre 2002 al febbraio 2004.

## Trama

### Le tenebrose avventure di Billy & Mandy
I protagonisti sono Billy, un ragazzino talmente stupido da vedere il lato positivo anche nelle situazioni peggiori, e Mandy, una misantropa e cinica bambina dotata di un feroce e divertente sarcasmo; i due sono divenuti amici di Tenebra, il cupo mietitore,  costretto ad essere loro amico per sempre dopo aver perso una gara di limbo e condannato a esaudire ogni loro desiderio. Il cartone ha il suo punto di forza nello humour nero, e i tre protagonisti vivono insieme avventure pazzesche in cui tutto ciò che dovrebbe far paura diviene invece continuo oggetto di scherzo e di divertimento.

### Hector Polpetta
Il protagonista è Hector Polpetta, un tempo uomo del male ricco e potente, che a seguito di un'esplosione operata dal suo nemico Comando Merluzzo, il suo corpo è andato distrutto. Solo il cervello e lo stomaco sopravvissero, i quali furono recuperati dalla dottoressa Orrore e impiantati in uno stupido orso viola chiamato Boskov. Pur ridotto allo stato di cervello antropomorfo, l'obbiettivo di Hector rimane invariato: conquistare il mondo, aiutato dalla dottoressa Orrore e dal leader militare Skarr. Il cartone animato è caratterizzato da una leggera satira, nella quale vengono presi in giro valori quali l'amore, la generosità e la bontà.

## Episodi
| Stagione         | Episodi | Prima TV USA | Prima TV Italia |
| ---------------- | ------- | ------------ | --------------- |
| Prima stagione   | 6       | 2001         | 2002            |
| Seconda stagione | 7       | 2002         | 2003            |
| Terza stagione   | 14      | 2003-2004    | 2004-2005       |
| Quarta stagione  | 8       | 2004-2005    | 2005            |

## Produzione
Nel 2000, Cartoon Network fece scegliere tramite sondaggio il prossimo show da mandare in onda. I candidati erano Brutti e Cattivi, Whatever Happened to Robot Jones?, e la mai diventata serie Longhair & Doubledome. Vinse il primo show citato nell'elenco con il 57% dei voti. Lo show era composto da due miniserie, e ogni puntata era composta da due episodi di una miniserie inframmezzati da un episodio dell'altra. A fine delle due stagioni da tredici episodi (con un totale di 39 segmenti) le serie vennero divise definitivamente in due, creando nel 2002 Le tenebrose avventure di Billy e Mandy e Hector Polpetta. Mentre di Hector Polpetta non sono stati proposti ulteriori episodi oltre quelli già appartenenti alla serie Brutti e cattivi, Le tenebrose avventure di Billy e Mandy è diventata una lunga serie animata a sé stante. I personaggi di Hector Polpetta hanno avuto diverse apparizioni cameo in Billy & Mandy, in particolare il personaggio di Skarr, divenuto nelle stagioni successive il vicino di casa dei due personaggi principali e co-protagonista del film spin-off Gang spaccagrugno.

## Doppiaggio
| Personaggio                        | Doppiatore originale   | Doppiatore italiano |
| ---------------------------------- | ---------------------- | ------------------- |
| Billy                              | Richard Steven Horvitz | Roberto Certomà     |
| Mandy                              | Grey DeLisle           | Tatiana Dessi       |
| Tenebra (Grim)                     | Greg Eagles            | Mario Bombardieri   |
| Madre di Billy                     | Jennifer Hale          | Cinzia Villari      |
| Padre di Billy                     | Richard Steven Horvitz | Giuliano Santi      |
| Irwin                              | Vanessa Marshall       | Daniele Raffaeli    |
| Eris                               | Susan Yezzi            | Deborah Ciccorelli  |
| Hector Polpetta (Hector con carne) | Phil LaMarr            | Stefano De Sando    |
| Generale Scar (Skarr)              | Armin Shimerman        | Ambrogio Colombo    |
| Dottoressa Orrore (Ghastly)        | Grey DeLisle           | Alessandra Cassioli |
| Boskov                             | Frank Welker           | Roberto Stocchi     |
| Vlad                               |                        | Giorgio Favretto    |
| Zia Sis                            |                        | Marzia Villani      |
| Nergal                             | David Warner           | Roberto Del Giudice |
| Sperg                              |                        | Francesco Meoni     |
| Borchia                            |                        | Vittorio Di Prima   |
| Merluzzo                           |                        | Marco De Risi       |
| K. Jane                            |                        | Emanuela Baroni     |
| A. Delgado                         | Diedrich Bader         | Roberto Draghetti   |
| Malaria                            |                        | Francesca Guadagno  |
| Lupo mannaro                       | Billy West             | Alberto Bognanni    |
| Pulce                              |                        | Marco Altinier      |
| Clinton                            |                        | Alberto Bognanni    |
| Zombie                             | Diedrich Bader         | Ruggero Deodati     |
| Atrocia                            |                        | Raffaella Castelli  |
| Pemboke                            |                        | Daniela Di Giusto   |
| Jeff                               | Maxwell Atoms          | Massimiliano Plinio |
| Kvanti                             |                        | Enrico Pallini      |
| Voormess                           |                        | Valerio Ruggeri     |
| Jack                               |                        | Roberto Draghetti   |
| Charlie                            |                        | Gabriele Martini    |
| Gladys                             |                        | Cinzia Villari      |
| Fred Fredburger                    |                        | Fabrizio Manfredi   |